# ジェームズ・フランシス・アボット
ジェームズ・フランシス・アボット（James Francis Abbott、1876年9月27日、コロラド州グリーリー - 1926年7月3日、サンフランシスコ）は、明治時代にお雇い外国人として日本で活動したアメリカの動物学者である。

## 生涯
1876年グリーリーに生まれる。1899年にスタンフォード大学を卒業し、翌1900年から1903年まで日本政府に雇われ、東京帝国大学にて英語の講義を行い、海軍兵学校や大学院で教鞭を執った。
アボットは1904年に日本を離れワシントンD.C.に移り、1917年まで動物学を教えた。 1919年に日本に戻ると、アメリカ大使館に務め、1921年のワシントン海軍軍縮条約に関する会議でアメリカ代表の1人となった。
著書に1916年に一旦帰国したニューヨークで出版された『日本の拡大とアメリカの政策（Japanese Expansion and American Policies）』がある。